# Jorge Bernstein
Pour les articles homonymes, voir Bernstein.
Jorge Bernstein est un musicien et écrivain français né dans le Finistère le 24 novembre 1978. Au début des années 2000, il fonde « Jorge Bernstein & the Pioupioufuckers », un groupe de garage rock avec qui il enregistre plusieurs albums sous la direction de Rotor Jambreks dont les albums Mauve et Christian Rock Fièvre avec le chanteur Brestois Arnaud Le Gouëfflec.
Il est également auteur et scénariste de bande dessinée, il a publié près d'une vingtaine d'ouvrages et il collabore régulièrement avec la revue Fluide glacial.

## Biographie

### Enfance et formation
Jorge Bernstein est né le 24 novembre 1978 à Landivisiau.
Il suit des études de Sociologie avant de se consacrer à l'écriture de scénarios de bande dessinée.

### Carrière

#### Jorge Bernstein & the Pioupioufuckers
En 2003, il fonde « Jorge Bernstein & the Pioupioufuckers », un groupe garage rock.

#### Join The Bernstein Corporation
Au mois d'octobre 2009, le groupe enregistre son 2e album Join The Bernstein Corporation, toujours sous la direction de pROducTOR JAMBREKS. L'album, sorti cette fois sous formats CD et disque vinyle 25 cm (de couleur jaune) toujours sur le label Super Apes, est de nouveau bien accueilli par la critique,,. Super Apes sort dans la foulée Remix The Bernstein Corporation.
En 2010, Jorge Bernstein continue de tourner et conclut des collaborations, remixes et participations à des compilations (le groupe fait notamment partie des 3 sélectionnés à l’unanimité sur 70 postulants pour la participation à la compilation Le Bruit Défendu Volume 2). Lors de son premier passage au Festival Invisible de Brest en novembre 2010, il recroise Arnaud Le Gouëfflec, un des coorganisateurs du festival. Ils décident de se retrouver l'été suivant et d'enregistrer quelques titres : L’Amour Élastique.
La formation complétée par Rotor à la 2e guitare commence à se produire sur scène à l'automne 2011. Pendant l'été 2012, le quintette termine l'enregistrement de Mauve qui sort en novembre sur Super Apes et L’Église De La Petite Folie à l'occasion d'un concert au Cabaret Vauban lors de la 7e édition du Festival Invisible. L'album sorti sur support CD et Vinyle (de couleur mauve) illustré par Yann Le Bras est également assez bien accueilli par la critique.

#### A Taste Of Win
Le trio sort A Taste Of Win en 2012 sur Super Apes, un maxi 5 titres plus confidentiel avec John-Harvey Marwanny en invité sur le premier morceau et en compagnie de qui le groupe fait quelques concerts. Ce maxi est sorti à la fois en CD comme les précédents et également sur disquette 3" ½ (de couleur jaune).

#### Christian Rock Fièvre
Au mois de novembre 2013, le groupe (sans Rotor Jambreks retenu pour les 50 ans du Cabaret Vauban) se retrouve pour commencer à composer et enregistrer quelques morceaux en mode lo-fi. Illustrée par James, la démo L'Apocalypse selon Saint Jorge sortie début décembre sur Super Apes et L’Église De La Petite Folie reçoit un premier accueil encourageant.
L'enregistrement des dix titres de l'album par Rotor Jambreks se déroule durant les congés de la Toussaint 2014. L'album sort sur Super Apes et L’Église De La Petite Folie en CD et en vinyle (blanc) le 8 octobre 2015. Malgré son orientation musicale peu populaire, il reçoit un accueil réellement enthousiaste, notamment avec les chroniques d'Halfbob sur le blog des Inrocks et de Matthieu Conquet sur France Culture et également dans sa version "live".

#### Plaisirs Coupables
Jorge Bernstein & ses pioupioufuckers publient en décembre 2016, leur premier split 45 tours, toujours en compagnie d'Arnaud Le Gouëfllec et Rotor Jambreks et en coproduction Super Apes/L’Église de la Petite Folie. Pour l'occasion, le groupe invente un groupe fictif nommé « Plaisir Coupable », une formation angevine menée par Eric Salandier qui aurait sévi au début des années 90. Le 45 tours comporte trois titres, dont Amour Caraïbes interprété par Plaisir Coupable, et Mon Projet pour La France, un morceau d'actualité politique puisque les élections présidentielle et législatives vont avoir lieu durant le printemps 2017, ce qui n'a pas échappé à certains chroniqueurs même si la plupart s'est fait berner par l'imposture.

#### Violence Ultimatum
Violence Ultimatum, signé Kim meet Jorge Bernstein & the pioupioufuckers sort le 2 novembre 2018 sur Super Apes à l'occasion d'un concert en quintet à La Scène Michelet à Nantes. L'album paraît en format Vinyle, CD et Cassette. L'illustration est signée par le dessinateur stéphanois Halfbob. Il est enregistré par Rotor Jambreks qui joue également sur presque tous les morceaux. Il est composé de relectures de morceaux plus ou moins connus de Kim ainsi que d'inédits. Il explore des déclinaisons du style Rock en passant par le garage rock, le screamo et le grunge, le groupe s'essaie au Black Metal Brittophone en hommage à Arnaud Le Gouëfflec. L'album est bien accueilli par la critique et les radios indépendantes (comme SUN - Le Son Unique, Euradio, Radio Campus Grenoble...).
Le 17 novembre 2018, la formation se retrouve à Brest à l'occasion de la 13e Édition du Festival Invisible pour un apéro concert.

### Livres, bande dessinées et détournements graphiques
En 2013, Jorge Bernstein intègre la rédaction de Fluide glacial.
En 2014, les éditions Fluide glacial publient les 2 premières « vraies » bandes dessinées signées Jorge Bernstein. La première sort au mois d'août, La bureautique des sentiments avec Julien/CDM aux dessins, une satire professionnelle décrivant le quotidien pathétique d'un courtier en assurances, qui reçoit des critiques positives à sa parution. Dans la foulée, Le F.I.S.T. (Fond Interministériel pour la Sauvegarde des Traditions) paraît au mois de septembre dans la collection Trafik, avec des dessins de Terreur Graphique, également bien accueilli par la presse spécialisée. Quelques extraits sont publiés en avant première durant l'été 2014 dans le quotidien Charente libre.
En janvier 2015, Kitoüdoubl, le deuxième volume des détournements de manuels Ikéa.
Au mois d'août, Bernstein sort deux nouveaux albums chez Fluide Glacial : Space Sérénade (sous le pseudonyme de Claude Comète) avec Nikola Witkoski, une série à la fois rétro futuriste et érotico-comique,  et Fastefoode avec Pluttark (alias Rudy Spiessert), une satire du monde de la restauration rapide et de la malbouffe.
À partir de 2015, il travaille au Journal Spirou.
En 2016, les éditions Vide Cocagne sortent L'école du Gag, une compilation de courts strips dessinés par James initialement créés pour l'éphémère web-revue Mauvais Esprit. James et Bernstein créent alors la Conférence du Gag" qu'ils expérimentent avec succès au Festival de la Bande Dessinée de Bassillac de 2016, puis au FIBD d'Angoulême en 2017[source insuffisante].
En 2018, Fluide Glacial publie les 2 premiers tomes de Flic & Fun, la suite de Fastefoode avec Pluttark (alias Rudy Spiessert) qui reçoit un accueil mitigé de la part de la presse spécialisée.  
Jorge Berstein sort avec Thibault Soulcié durant l'été 2020 une nouvelle bande-dessinée pastichant l'univers comics intitulée Les Supères,,.

## Prises de positions
Il a déclaré dans une interview vouer un culte à Valéry Giscard d'Estaing.

## Discographie

### Albums & EP
- 2008 : Meet The Real Bernstein - CD - 14 titres (Super Apes Label)
- 2010 : Join The Bernstein Corporation - CD/Vinyle - 7 titres (Super Apes Label)
- 2011 : L'Amour Élastique (avec Arnaud Le Gouëfflec) - CD - 5 titres (Super Apes Label)
- 2012 : A Taste Of Win - CD/Disquette 3" ½ - 5 titres (Super Apes Label)
- 2012 : Mauve (avec Arnaud Le Gouëfflec) - CD/Vinyle - 12 titres (Super Apes Label/L’Église De La Petite Folie)
- 2013 : L'Apocalypse selon Saint Jorge (avec Arnaud Le Gouëfflec) - CD - 6 titres (Super Apes Label/L’Église De La Petite Folie)
- 2014 : Argolgotha (avec Arnaud Le Gouëfflec) - CD - 4 titres (Super Apes Label)
- 2015 : Christian Rock Fièvre (avec Arnaud Le Gouëfflec) - CD/Vinyle - 10 titres (Super Apes Label/L’Église De La Petite Folie)
- 2017 : Amour Caraïbes / Mon Projet Pour La France (avec Arnaud Le Gouëfflec) - 45t - 3 titres (Super Apes Label/L’Église De La Petite Folie)
- 2018 : Violence Ultimatum (avec Kim) - CD/K7/Vinyle - 10 Titres (Super Apes)

### Compilations
- 2007 : Animals Are Singing Under The Rain - CD - 1 titre inédit dans la compilation (Super Apes Label)
- 2009 : À Découvrir Absolument Vol. 16 - Compilation Digitale - 1 titre dans la compilation (À Découvrir Absolument)
- 2009 : La Radio Qui Rend Plum' (Disque de soutien à Plum' FM) - CD - 1 titre inédit dans la compilation (Plum' FM)
- 2010 : Who Are You To Judge A Man Called Love ? (A Tribute To Jorge Bernstein) - CD - 1 titre live dans la compilation (Super Apes Label)
- 2010 : Remix The Bernstein Corporation - CD - 7 remixes (Super Apes Label)
- 2010 : 1980 Remixs & Covers - Compilation Digitale - 1 remix dans la compilation (L’Église De La Petite Folie)
- 2010 : Le Bruit Défendu Vol.2 - CD - 1 titre dans la compilation (Le Bruit Défendu)
- 2011 : The Yellow Thunderstorm & Icon (A Tribute To Jorge Bernstein vol. 2) - CD - 5 remixes (Super Apes Label)
- 2011 : @diffuser Vol.2 - Compilation Digitale - 1 titre dans la compilation (@diffuser.net)
- 2012 : Ouest Coast Super Stars Vol.1, The Armorican Dream - CD - 1 titre dans la compilation (Backed Beanz Prod.)
- 2012 : @diffuser Vol.7 - Compilation Digitale - 1 titre dans la compilation (@diffuser.net)
- 2013 : Morve - CD - 13 remixes et inédits (Super Apes Label)
- 2014 : La Mostlatape d'Arnaud Le Gouëfflec - Compilation Digitale - 1 titre dans la compilation (La Souterraine)
- 2014 : À Découvrir Absolument Vol. 33 - Compilation Digitale - 1 titre dans la compilation (À Découvrir Absolument)
- 2014 : Ziklibrenbib Vol. 11 - Compilation Digitale - 1 titre dans la compilation (Ziklibrenbib)
- 2015 : À Découvrir Absolument Vol. 37 - Compilation Digitale - 1 titre dans la compilation (À Découvrir Absolument)
- 2016 : Mostla L’Église De La Petite Folie - Compilation Digitale - 1 titre dans la compilation (La Souterraine)
- 2016 : À Découvrir Absolument Vol. 40 - Compilation Digitale - 1 titre dans la compilation (À Découvrir Absolument)
- 2017 : 50 - compilation CD - 2 titres dans la compilation (Super Apes Label)

### Bootlegs
- 2017 : Arnaud Le Gouëfflec VS Jorge Bernstein and the pioupioufuckers feat. Rotor Jambreks himself live à l'espace Léo Ferré - album numérique (L’Église De La Petite Folie)

## Ouvrages
- 2012
  - Winner Ensemble, c'est Gagner Together, dessins de Quentin Faucompré, Marwanny Corporation Éditions.
  - 99,9 Proverbes actualisés pour affronter le XXIe siècle avec sagesse et détermination, dessins de Lindingre, Marwanny Corporation Éditions.
- 2014
  - Kupårdsutët, Éditions Vide Cocagne.
  - L'Humour Légendaire du Professeur Bernstein, Collection Comptoir, AAARG! Éditions.
  - La Bureautique des sentiments, dessins de Ju/CDM, Éditions Audie/Fluide glacial.
  - Le F.I.S.T., dessins de Terreur Graphique, Collection TRAFIK, Éditions Audie/Fluide glacial.
- 2015
  - Instantanés d'humour photo-textuel, Collection Comptoir, AAARG! Éditions.
  - Kitoüdoubl, Éditions Vide Cocagne.
  - Space Sérénade, (sous le pseudonyme de Claude Comète) dessins de Nikola Witkoski, Éditions Audie/Fluide glacial.
  - Fastefoode, dessins de Pluttark, Éditions Audie/Fluide glacial.
- 2016
  - L'école du Gag, dessins de James, Éditions Vide Cocagne.
- 2017
  - L'Humour Légendaire du Professeur Bernstein, Éditions Rouquemoute.
  - Kåtalög, Éditions Rouquemoute.
- 2018
  - Flic & Fun, dessins de Pluttark, Éditions Audie/Fluide glacial.
  - CONversations, dessins de Fabcaro, Éditions Rouquemoute.
  - Flic & Fun Tome 2, Deux Flics Amis, dessins de Pluttark, Éditions Audie/Fluide glacial.
  - Tendre Enfance, dessins de Laurent Houssin, Éditions Rouquemoute - Prix Schlingo 2019[40]
- 2019
  - Star fixion[41] (scénario), dessin d'Obion, éd. Fluide Glacial, novembre 2019  (ISBN 978-2378782351)
- 2020
  - L'Humour Facétieux du Professeur Bernstein, Éditions Rouquemoute.
  - Les complotistes, Fabrice Erre (dessin) et Jorge Bernstein (scénario et dessin), Dupuis, 2020[42],[43]
  - Les Supères, avec Thibault Soulcié (dessin), Fluide Glacial[36],[37],[38]